# Trezzo Tinella
Trezzo Tinella ist eine Gemeinde in der italienischen Provinz Cuneo (CN), Region Piemont.

## Lage und Einwohner
Trezzo Tinella liegt 80 km nordöstlich von der Provinzhauptstadt Cuneo entfernt auf einer Höhe von 341 m über dem Meeresspiegel in der Weinregion Langhe. Das Gemeindegebiet umfasst eine Fläche von 10,53 km² und hat 283 Einwohner (Stand 31. Dezember 2023). Die Weiler Cappelletto und Mompiano gehören zur Gemeinde.
Die Nachbargemeinden sind Alba, Borgomale, Castino, Mango, Neviglie und Treiso.

## Geschichte
Der 1171 als Trecius bezeugte Ortsname leitet sich wahrscheinlich vom Eigennamen römischen Ursprungs Troecius ab. Die Lage der Gemeinde an den Quellen des Tinella-Baches bestimmte den Namen Tinella, der mit einem königlichen Erlass vom 4. Dezember 1862 verliehen wurde. Der Ort war ein Knotenpunkt an der Route der Via Magistra Langarum, die Alba mit Cortemilia und den Gemeinden an der Küste verband. Im Jahr 1879 wurde bei Ausgrabungen die Trasse der Römerstraße gefunden. Ihre mittelalterliche Geschichte wird jedoch mit der der heute verschwundenen Burg identifiziert.
Aus historisch-architektonischer Sicht sind die Pfarrkirche Sant'Antonio Abate aus dem 18. Jahrhundert mit einem einzigen Kirchenschiff, geschmückt mit Gemälden aus der zweiten Hälfte des 19. Jahrhunderts und die Kirche San Giovanni mit einem wunderschönen Glockenturm interessant. Ebenso die Kapelle Santa Maria Addolorata in La Cappelletta und die Kapelle der Heiligen Jungfrau vom Karmin, die sich in der Nähe der alten „Via Magistra“ befindet. Im Weiteren erwähnenswert ist die Kapelle Sant'Anna und das Denkmal für die Frau von Langa, das sich im Panoramabereich unter dem Langa-Bauernhof befindet, einem Ort, an dem einst die Maut entlang der Salzstraße erhoben wurde und von dem aus man eine unvergleichliche Aussicht genießen kann. Ein Ort voller Geschichte und Erinnerungen, insbesondere an den Partisanenkampf. Unabhängig von seinem künstlerischen Wert stellt es eine Hommage an die Frauen der Langa dar, die vom Bildhauer Marco Gallo aus Bronze gefertigt wurden, für die Rolle, die sie in der Geschichte der Region spielten.

## Kulinarische Spezialitäten
In Trezzo Tinella werden Reben für den Dolcetto d’Alba, einen Rotwein mit DOC Status angebaut. Die Beeren der Rebsorten Spätburgunder und/oder Chardonnay dürfen zum Schaumwein Alta Langa verarbeitet werden. Die Muskateller-Rebe für den Asti Spumante, einen süßen DOCG-Schaumwein mit geringem Alkoholgehalt sowie für den Stillwein Moscato d’Asti wird hier ebenfalls angebaut.